# 约翰娜·吕特格
约翰娜·吕特格（德語：Johanna Lüttge，1936年3月10日—），德国女子田径运动员。她曾代表德国联队参加1956年、1960年和1964年夏季奥林匹克运动会田径比赛，其中1960年奥运会获得一枚银牌。